# Saint-Jean-Kourtzerode
Saint-Jean-Kourtzerode é uma comuna francesa na região administrativa de Grande Leste, no departamento de Mosela. Estende-se por uma área de 1,58 km². Em 2010 a comuna tinha 710 habitantes (densidade: 449,4 hab./km²).